# Arrenurus neomamillanus
Arrenurus neomamillanus är en kvalsterart som beskrevs av Cook 1954. Arrenurus neomamillanus ingår i släktet Arrenurus och familjen Arrenuridae. Inga underarter finns listade i Catalogue of Life.